# William Temple

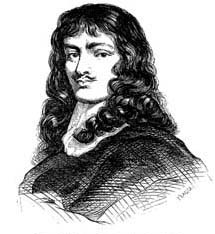
William Temple

William Temple (Inglaterra, 25 de abril de 1628 - 27 de janeiro de 1699) foi um político na Restauração, e durante sua vida exerceu as atividades de historiador e ensaísta. Tomou parte na "Querela dos Antigos e Modernos" o que mais tarde viria a influenciar seu protegido, Jonathan Swift, em uma de suas primeiras obras literárias satíricas - The Battle of the Book (A Batalha dos Livros). Tal obra agitou o mundo literário da França e da Inglaterra no século XVII.